# A. Le Coq Arena
A. Le Coq Arena eller Lilleküla Stadium är en fotbollsarena belägen i stadsdelen Kitseküla i Tallinn, Estland. Den är byggd som fotbollsarena men används även för konserter och andra evenemang. Arenan har en normal kapacitet på 9 692 åskådare men antalet kan utökas till 10 300 vid behov. Vid konserter har arenan dock en kapacitet på 25 000. Namnsponsor är det estländska bryggeriföretaget A. Le Coq. 
Arenan är Estlands nationalarena och det Estniska fotbollslandslaget spelar sina matcher här. Även den lokala fotbollsklubben FC Flora Tallinn spelar sina hemmamatcher på arenan.
Den 15 september 2016 tillkännagav Uefa att arenan skulle stå värd för Uefa Super Cup 2018.